# Rettendon
Rettendon är en by och en civil parish i Chelmsford i Storbritannien. Den ligger i grevskapet Essex och riksdelen England, i den sydöstra delen av landet, 50 km öster om huvudstaden London. Orten har 1 351 invånare (2001). Byn nämndes i Domedagsboken (Domesday Book) år 1086, och kallades då Radenduna/Ratenduna.
Klimatet i området är tempererat. Årsmedeltemperaturen i trakten är 10 °C. Den varmaste månaden är juli, då medeltemperaturen är 20 °C, och den kallaste är januari, med 2 °C.